# System mechatroniczny
System mechatroniczny – struktura realizująca zadania mechatroniczne, składa się z czterech podsystemów:
- sensorycznego (ang. sensor subsystem) – zbierającego dane o działaniu systemu,
- sterującego (ang. control subsystem) –  elektronicznego układu przetwarzającego dane docierające z systemu sensorycznego i wytwarzającego dane dla systemu wykonawczego realizując zadanie sterowania,
- wykonawczego (ang. actuator subsystem) – zmieniającego nastawy elementów wykonawczych,
- łączącego (ang. linkage subsystem) – przesyłającego dane między wyżej wymienionymi podsystemami.

Wszystkie podsystemy muszą ze sobą ściśle współdziałać. Nowoczesne maszyny i urządzenia można traktować jako systemy mechatroniczne. Dobrym przykładem systemu mechatronicznego jest nowoczesny samochód osobowy.